# Ismania Nugent
Lady Ismania Catherine Nugent, baronessa Southampton (23 settembre 1838 – 18 agosto 1918), è stata una nobildonna irlandese.

## Biografia
Nacque in Irlanda, figlia di Walter Nugent, I barone Nugent, e di sua moglie, lady Georgiana Elizabeth Jenkinson.

## Matrimonio
Sposò, il 25 febbraio 1862, Charles Fitzroy, III barone Southampton, figlio del tenente colonnello George Ferdinand Fitzroy, II barone Southampton, e di sua moglie, lady Isabella Frances Seymour. Ebbero cinque figli:
- Lady Ismay Mary Helen Augusta FitzRoy (1863-22 aprile 1952), sposò Sir Charles Edward FitzRoy, ebbero sei figli;
- Lady Frederica Louise Fitzroy (1864-9 aprile 1932), sposò Percy Edward Crutchley, ebbero un figlio;
- Lady Blanche Georgiana Fitzroy (1865-22 novembre 1944), sposò Edward Sholto Douglas-Pennant, III barone Penrhyn, ebbero cinque figli;
- Charles Henry Fitzroy, IV barone Southampton (11 maggio 1867-7 ottobre 1958), sposò Lady Hilda Maria Dundas, ebbero cinque figli;
- Lrd Edward Algernon FitzRoy (24 luglio 1869-3 marzo 1943), sposò Muriel Douglas-Pennant, viscontessa Daventry, ebbero quattro figli.

## Morte
Morì il 18 agosto 1918, a 79 anni.